# Möckernbrücke (metropolitana di Berlino)
La stazione di Möckernbrücke è una stazione della metropolitana di Berlino situata nella parte ovest del quartiere di Kreuzberg, che prende il nome dal ponte che attraversa il Landwehrkanal. È servita dalle linee U1, U3 e U7, nelle vicinanze del Deutsches Technikmuseum e a circa milleduecento metri a sud di Potsdamer Platz.
È posta sotto tutela monumentale (Denkmalschutz).

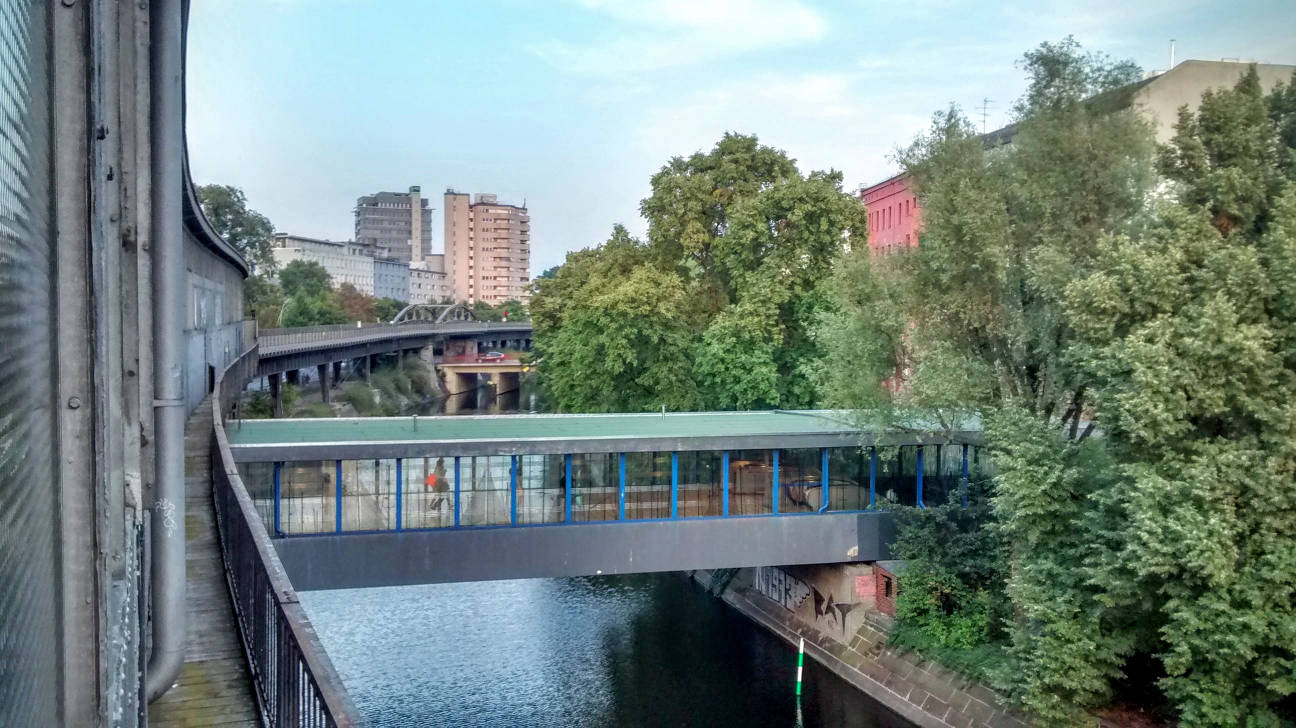
Passerella vetrata sul Landwehrkanal

## Storia
La stazione delle linee U1 e U3 è situata su un viadotto che costeggia il Landwehrkanal dal lato nord, fu aperta il 15 febbraio 1902, ed è parte della prima Stammstrecke, la linea originaria della U-Bahn di Berlino .
La stazione originaria fu demolita e ricostruita il 25 marzo del 1937. In seguito ai bombardamenti fu seriamente danneggiata e rimase chiusa dal 30 gennaio 1944 fino al 16 giugno 1947.
La linea U7 fu aperta il 28 febbraio 1966 e la stazione fu costruita ad opera dell'architetto Rainer G. Rümmler. Le due linee sono collegate da una passerella vetrata che attraversa il Landwehrkanal.
È posta sotto tutela monumentale (Denkmalschutz).
Nel 2018 la stazione della linea U7, in considerazione della sua importanza storica e architettonica, venne posta sotto tutela monumentale (Denkmalschutz) insieme ad altre 12 stazioni rappresentative dell'architettura moderna dei decenni post-bellici.

## Servizi
La stazione dispone di:
- Scale mobili